# Escândalo

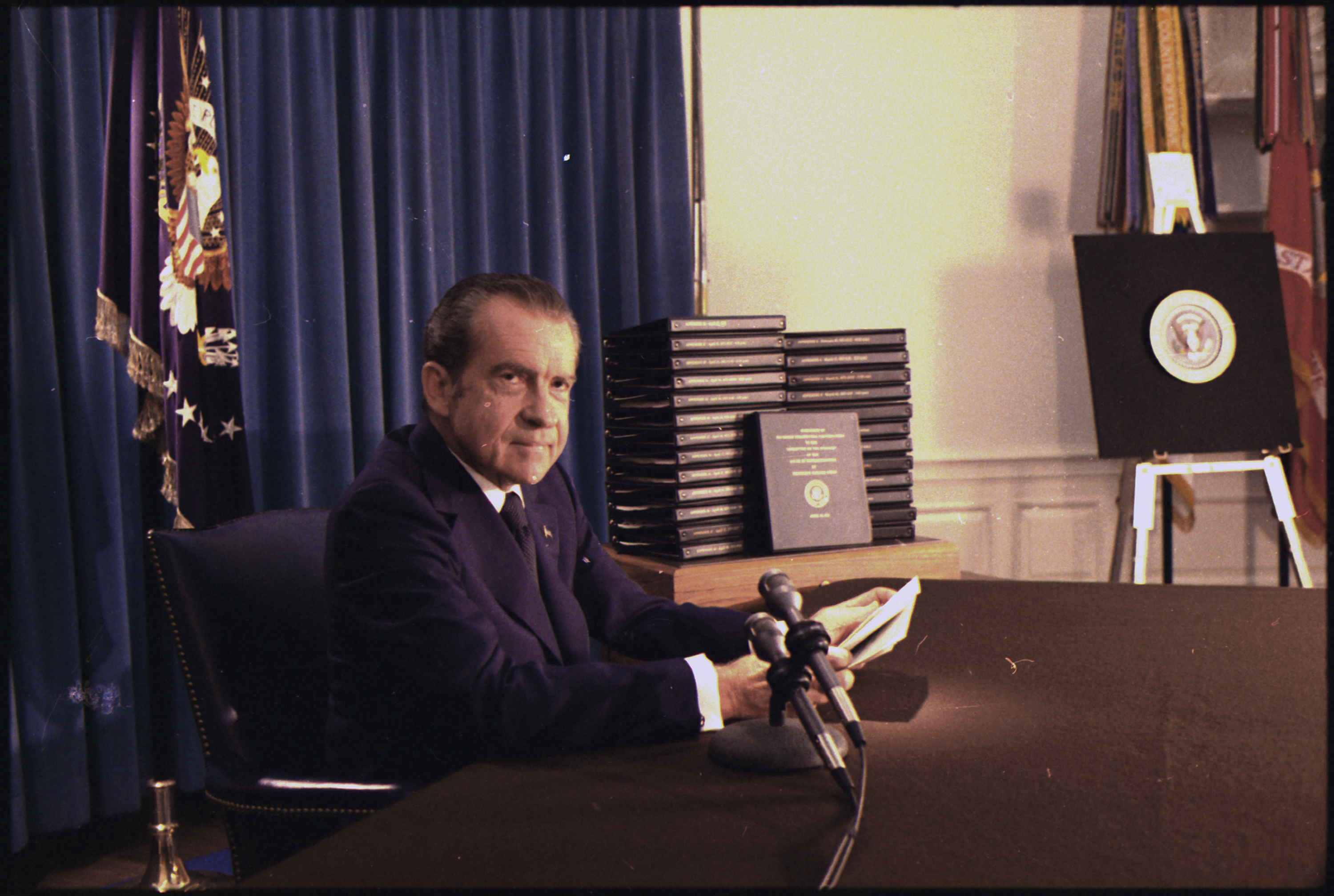
O caso Watergate (1972-1974) foi um famoso escândalo da política estadunidense

Um escândalo é um fato que fere as normas de conduta moral, cultural e/ou legalmente vigentes, abalando a opinião pública. O vocábulo "escândalo" deriva do grego skándalon, através do termo latino scandalu.

## Surgimento e consequências de um escândalo
Um escândalo pode resultar de fatos reais, de acusações falsas ou de uma mistura de ambos. Algumas vezes, é motivado por interesses particulares. A tentativa de se encobrir um escândalo pode resultar em outro escândalo ainda maior, provocado pela desinformação. Devido a isso, é difícil dizer quando um escândalo começa e, também, quando termina, dado que ele sempre poderá reaparecer, quando surgem novas denúncias não divulgadas anteriormente. Na maioria das vezes, o escândalo tem origem em furos de reportagem.
Uma vez noticiado, o escândalo é, normalmente, amplificado ou reduzido pela mídia.
As consequências de um escândalo são as mais diversas, podendo implicar em prisões, processos, danos econômicos e políticos, com renúncia ou cassação de mandatos.

## Estudos acadêmicos
Entre os investigadores que se têm dedicado academicamente ao estudo do escândalo político, estão: John B. Thompson (Estados Unidos e Inglaterra), Markovits e Silverstein (Estados Unidos), Bruno Paixão (Portugal), Hélder Prior (Portugal e Espanha), Fernando Jiménez Sánchez (Espanha).

## Tipos de escândalo
Um escândalo pode restringir-se a uma localidade ou alastrar-se por um país e, às vezes, pelo mundo. O tamanho de um escândalo varia com o número dos implicados e com a notoriedade das pessoas envolvidas: presidente, ministro, governador, prefeito, senador, deputado, vereador, militar, juiz, membro do ministério público, funcionário público, diretor de empresa, ator de televisão etc.
Os escândalos podem ocorrer no âmbito privado (por exemplo: infidelidade conjugal, sexualidade, homossexualidade) ou no âmbito público (por exemplo: político, financeiro, desportivo, acadêmico, judiciário).
Segundo defendem John B. Thompson (Cambridge), corroborado por Bruno Paixão (Universidade de Coimbra), o escândalo político divide-se em três tipos: sexual, financeiro e de poder.
Na mídia, os escândalos são classificados em várias categorias, sendo mais frequentes os escândalos por corrupção, suborno, abuso de poder, tráfico de influência, nepotismo, desvio de verbas, fraude, falsificação, compra de votos, contrabando ou descaminho, tráfico ou uso de entorpecentes, lavagem de dinheiro, enriquecimento ilícito, pornografia, abuso sexual, prostituição, dopagem, racismo, tortura, agressão, espionagem, escuta telefônica, trabalho escravo, aumento de salários de políticos, venda de sentenças, tráfico de armas, venda de cargos. Muitos escândalos abrangem mais de um caráter.

## Denominação dos escândalos
O nome pelo qual um escândalo passa a ser conhecido depende sobretudo da forma como é noticiado pela mídia, devido a algum vazamento. Por via de regra, a referência a um escândalo é feita de forma similar em vários países, empregando-se:
- O nome mais citado na imprensa. Exemplos: Anões do Orçamento, Apito Dourado, Watergate;
- O nome da entidade ou da pessoa a que se refere o caso. Exemplos: Escândalo dos Correios, Caso Daniella Cicarelli, Caso Dreyfus;
- O mesmo nome de batismo da operação policial criada para investigar e prender uma quadrilha. Exemplos: Operação Navalha; Operação Mãos Limpas;
- O nome da CPI (Comissão Parlamentar de Inquérito), no caso brasileiro, criada para investigar os fatos. Exemplos: CPI do Banestado, CPI dos Títulos Públicos.